# Grand Saline
Grand Saline é uma cidade localizada no estado norte-americano do Texas, no Condado de Van Zandt.

## Demografia
Segundo o censo norte-americano de 2000, a sua população era de 3028 habitantes.
Em 2006, foi estimada uma população de 3262, um aumento de 234 (7.7%).

## Geografia
De acordo com o United States Census Bureau tem uma área de
5,2 km², dos quais 5,2 km² cobertos por terra e 0,0 km² cobertos por água. Grand Saline localiza-se a aproximadamente 141 m acima do nível do mar.

## Localidades na vizinhança
O diagrama seguinte representa as localidades num raio de 20 km ao redor de Grand Saline.